# Irina Filichtinskaïa
Irina Nikolaïevna Filichtinskaïa (en russe : Ирина Николаевна Филиштинская) (née Ouraliova le 14 juin 1990 à Salavat) est une joueuse de volley-ball russe. Elle mesure 1,80 m et joue au poste de passeuse. 

## Clubs
| Club                     | De        | À         |
| ------------------------ | --------- | --------- |
| AES Balakovo             | 2006-2007 | 2008-2009 |
| Proton Balakovo          | 2009-2010 | 2011-2012 |
| Dinamo Krasnodar         | 2012-2013 | 2015-2016 |
| Dinamo Kazan             | 2016-2017 | 2017-2018 |
| JVK Ienisseï Krasnoïarsk | 2020-2021 | …         |

## Palmarès

### Équipe nationale
- Championnat d'Europe des moins de 20 ans
  - Finaliste : 2008.

### Clubs
- Championnat du monde des clubs
  - Finaliste : 2015.
- Coupe de la CEV
  - Vainqueur : 2015, 2016, 2017.
- Challenge Cup
  - Vainqueur : 2013.
- Championnat de Russie
  - Finaliste : 2017, 2018.
- Coupe de Russie
  - Vainqueur : 2014, 2015, 2016, 2017.
- Supercoupe de Russie
  - Finaliste : 2017.